# Obsah GC
Obsah GC či množství GC (z anglického GC-content) je podíl guanino-cytosinového komplementárního páru (GC), typicky v rámci určité DNA. Zbylými bázemi jsou adenin (A) a thymin (T), a tak AT pár v daném genomu logicky činí zbytek do sta procent. Podíl GC vazeb však standardně bývá vyšší než podíl AT vazeb.
Guanin se váže na cytosin, podobně jako adenin na thymin. Vazba mezi G a C má tři vodíkové vazby (na rozdíl od AT vazby, která má dvě), díky čemuž je GC vazba odolnější vůči vysoké teplotě. Dříve se kvůli tomu mělo za to, že vyšší obsah GC mají termofilní organismy, což však bylo vyvráceno.

## Výpočet obsahu GC
Obsah GC se udává zejména v procentech, méně často jako poměr (tzv. G+C ratio). Výpočet obsahu GC se provádí pomocí vzorce:
{\displaystyle {\cfrac {G+C}{A+T+G+C}}\times \ 100}

G+C poměr spočítáme jako:
{\displaystyle {\cfrac {A+T}{G+C}}}

## Využití
Obsah GC bází je velmi variabilní nejen na úrovni druhů, ale i v rámci jediného genomu. Některé oblasti mají vyšší obsah GC, některé nižší. Geny často mají vyšší obsah GC bází.
Na úrovni jednotlivých taxonomických skupin, jako jsou například kmeny bakterií, se využívá často obsahu GC pro definici jednotlivých skupin. V systematice bakterií například kmen Actinobacteria je charakterizován jako kmen bakterií s vysokým obsahem GC.
Například bakterie Streptomyces coelicolor A3(2) má obsah GC 72 %., kvasinka Saccharomyces cerevisiae 38 %, a rostlina huseníček rolní (Arabidopsis thaliana) 36 %. Hodnoty blížící se 0 % a 100 % jsou kvůli informační povaze jednotlivých bází nereálné. Velmi nízký obsah GC má například Plasmodium falciparum, a to asi 20 %.